# Mária Eduardo
Pour les articles homonymes, voir Eduardo.
Mária Teresa Joaquim Eduardo (née le 17 septembre 1973) est une joueuse angolaise de handball féminin. Elle a fait partie de l'équipe d'Angola féminine de handball aux Jeux olympiques d'été de 1996 et aux Jeux olympiques d'été de 2008.

## Palmarès

### En équipe nationale
Jeux olympiques
- 7e place aux Jeux olympiques 1996
- 12e place aux Jeux olympiques 2008

Championnats d'Afrique 
- Médaille d'or au Championnat d'Afrique 2002
- Médaille d'or au Championnat d'Afrique 2006
- Médaille d'or au Championnat d'Afrique 2008